# Dimitri De Fauw
Dimitri De Fauw (Gante, 13 de julho de 1981 - Heusden, 6 de novembro de 2009) foi um ciclista belga.

## Morte
Morreu em 6 de novembro de 2009 em decorrência de suicídio.